# 豫北道 (汪兆銘政権)
豫北道（よほく-どう）は中華民国臨時政府により設置された河南省の道。臨時政府が汪兆銘政権に合流した後は華北政務委員会管轄の道とされた。

## 沿革
1938年（民国27年）10月1日に設置された。

## 行政区画
廃止直前下部の25県を管轄した。（50音順）
- 延津県
- 温県
- 滑県
- 獲嘉県
- 淇県
- 輝県
- 汲県
- 原武県
- 斉源県
- 修武県
- 浚県
- 渉県
- 彰徳県
- 新郷県
- 清化県
- 沁陽県
- 湯陰県
- 内黄県
- 武安県
- 封丘県
- 武陟県
- 孟県
- 陽武県
- 臨漳県
- 林県